# Blakea incompta
Blakea incompta es una especie de planta de flores perteneciente a la familia  Melastomataceae. Se encuentra en  Ecuador.  Su hábitat natural son las montañas húmedas subtropicales o tropicales.  

## Distribución y hábitat
Es un arbusto o liana nativo de los Andes ecuatorianos occidentales. Cinco colonias se encuentran cerca de Mindo y Nanegalito, y cuatro en la Reserva del Río Guajalito. No se conoce la existencia de esta especie en las áreas protegidas de Ecuador, pero existen esperanzas de encontrarla en la Reserva Ecológica Los Ilinizas.

## Taxonomía
Blakea incompta fue descrita por Friedrich Markgraf y publicado en Notizblatt des Botanischen Gartens und Museums zu Berlin-Dahlem 12: 182. 1934.